# The Duff (ta brzydka i gruba)
The Duff (ta brzydka i gruba) (również: The Duff [#ta brzydka i gruba]; ang. The DUFF) – amerykański film komediowy z 2015 roku w reżyserii Ari Sandela, powstały na podstawie powieści The Duff z 2011 roku autorstwa Kody Keplinger. Wyprodukowany przez wytwórnie Lionsgate i CBS Films.

## Fabuła
Licealistka Bianca Piper (Mae Whitman) wybiera się z koleżankami na imprezę. Podczas zabawy dowiaduje się, że jest „duffem” – najmniej atrakcyjną z przyjaciółek, której rolą jest m.in. poprawianie samooceny innym. Od tamtej pory dziewczyna musi zmagać się z kompromitującymi filmikami, publikowanymi w znanym serwisie. Nastolatka jest zakochana w popularnym Tobym Tuckerze, ale teraz wie, że jej szanse na zdobycie chłopaka są bliskie zeru. Mimo to nie zamierza się poddawać. Nie tracąc poczucia humoru i ironii, wciela w życie porady pewnego kolegi z klasy i zabiega o względy przystojnego Tuckera. W zamian zaś udziela korepetycji z chemii.

## Obsada
- Mae Whitman jako  Bianca Piper
- Robbie Amell jako Wesley Rush
- Bella Thorne jako Madison Morgan
- Bianca Santos jako Casey Cordero
- Skyler Samuels jako Jess Harris
- Romany Malco jako dyrektor Buchanan
- Ken Jeong jako pan Arthur
- Allison Janney jako Dottie Piper
- Nick Eversman jako Toby Tucker
- Chris Wylde jako pan Fillmore

## Odbiór

### Krytyka
Film The Duff (ta brzydka i gruba) spotkał się z umiarkowanie pozytywną reakcją krytyków. W serwisie Rotten Tomatoes 73% ze stu dwudziestu jeden recenzji filmu jest pozytywne (średnia ocen wyniosła 6,1 na 10). Na portalu Metacritic średnia ocen z 28 recenzji wyniosła 56 punktów na 100.

### Nagrody i nominacje
| Rok  | Miejsce                 | Nagroda     | Kategoria                 | Odbiorcy i nominowani         | Wynik     |
| ---- | ----------------------- | ----------- | ------------------------- | ----------------------------- | --------- |
| 2015 | Teen Choice Awards 2015 | Teen Choice | Ulubiony czarny charakter | Bella Thorne                  | wygrana   |
| 2015 | Teen Choice Awards 2015 | Teen Choice | Ulubiona komedia          | The Duff (ta brzydka i gruba) | nominacja |
| 2015 | Teen Choice Awards 2015 | Teen Choice | Ulubiona aktorka komedii  | Mae Whitman                   | nominacja |
| 2015 | Teen Choice Awards 2015 | Teen Choice | Ulubiony aktor komedii    | Robbie Amell                  | nominacja |
| 2015 | Teen Choice Awards 2015 | Teen Choice | Ulubiony pocałunek        | Mae Whitman i Robbie Amell    | nominacja |